# ياسر الأقرع
ياسر محمود الأقرع 5 مارس 1972 شاعر سوري  ولد في حمص حاصل على إجازة في اللغة العربية 1998 ودبلوم دراسات عليا عام 1999 حائز على ماجستير في اللغة العربية عام 2003 بدرجة امتياز. وكان عنوان الرسالة: (الحب عند شعراء الشام في العصر الأموي ). وقد أعدّ رسالة الدكتوراه، غير أن الظروف التي مرت بها سورية حالت دون مناقشتها.

## مجموعاته الشعرية
خمس مجموعات شعرية مطبوعة، هي:
1. غداً تمحوك ذاكرتي  - طبع عام 1998
2. عيناك كل لغات العشق - طبع عام 1999
3. الشعر بين قنديلين .. وجهك والقمر طبع عام 2001
4. أنت ... ويبتدئ العمر - طبع عام 2003
5. لا .. أحبك - طبع عام 2005
6. إذا قيلَ.. أنتِ - طبع عام 2018

## مؤلفات أخرى
- كتاب ( الحب عند شعراء الشام في العصر الأموي) / دار الإرشاد-سورية / 2008م
- كتاب ( أحسن القصص - رؤية بيانية جديدة في قصة يوسف) / دار الإرشاد- سورية / 2008م

لديه مجموعة أبحاث في النقد الأدبي منشورة في الدوريات المحلية والعربية ومن هذه الدوريات :المعرفة– الموقف الأدبي – آفاق الثقافة والتراث – وغيرها.

## وصلات خارجية
1. ديوان الشاعر في موقع أدب
2. ديوان الشاعر في موقع مكتبة الشعر العربي